# New Bern
New Bern (dt. Neu-Bern) ist eine City im Craven County im US-Bundesstaat North Carolina. Das U.S. Census Bureau hat bei der Volkszählung 2020 eine Einwohnerzahl von 31.291 ermittelt. New Bern wurde 1710 durch Auswanderer aus der Schweiz und Deutschland gegründet; maßgeblich beteiligt waren Christoph von Graffenried und Franz Ludwig Michel aus Bern sowie John Lawson. Der britische Gouverneur William Tryon machte die kleine Hafenstadt 1765 zur Hauptstadt der Kolonie North Carolina. Das restaurierte Capitol und sein Wohnhaus aus dem 18. Jahrhundert, der Tryon Palace, der unter anderem über etwa 5,2 ha an Gärten verfügt, stehen heute noch im Zentrum von New Bern.
Im 19. Jahrhundert, nachdem 1792 Raleigh Hauptstadt North Carolinas geworden war, war New Bern eine bedeutende Hafenstadt. Im Sezessionskrieg wurde sie nach einer schweren Schlacht am 14. März 1862 von der Armee der Nordstaaten eingenommen und besetzt. New Bern hat heute noch drei historische Stadtteile mit Wohnhäusern, Geschäften und Kirchen, die teilweise aus dem 19. Jahrhundert stammen, es hat 36 eingetragene Sehenswürdigkeiten und mehr als 150 weitere Eintragungen im National Register of Historic Places.
Das Wappen der Stadt entspricht dem Wappen der Stadt Bern, nur ohne das in Rot hervorgehobene Gemächt. Das Motiv mit dem Berner Bären, das aus dem Mittelalter stammt, findet man heute in New Bern überall: Auf öffentlichen Gebäuden, den Fahrzeugen der Stadt und auf Uniformen der städtischen Bediensteten und der Polizei. Die erste Flagge, ein Geschenk der Stadt Bern aus dem Jahr 1896, ist heute im Gerichtssaal des Rathauses ausgestellt.
Pepsi-Cola wurde 1898 in New Bern vom jungen Apotheker Caleb Bradham in seiner Apotheke, der Bradham’s Pharmacy, erfunden und zunächst bekannt als Brad’s Drink. Das Gebäude steht noch heute an der Kreuzung von Middle Street und Pollock Street im Stadtzentrum und beheimatet heute den historischen Pepsi Store.
Heute präsentiert sich New Bern als Kleinstadt mit einem Anteil an Dienstleistungen, Agrarwirtschaft (v. a. Baumwolle und Tabak), Forstwirtschaft und Industrie, hierzu gehören z. B. der Armaturenhersteller Moen, die Papierfabrik Weyerhaeuser und ein Standort der BSH Home Appliances Corporation. Der Landkreis Craven County beheimatet auch einen zivilen Flughafen, den Craven County Regional Airport. Zu den nennenswerten Dienstleistern zählt u. a. das Craven Regional Medical Center, der größte Arbeitgeber der Stadt.

## Söhne und Töchter der Stadt
- Richard Spaight senior (1758–1802), Politiker und Gouverneur von North Carolina
- John Stanly (1774–1834), Politiker
- William J. Gaston (1778–1844), Jurist und Politiker
- George Edmund Badger (1795–1866), Marineminister und Senator
- John Heritage Bryan (1798–1870), Politiker
- Edward Stanly (1810–1872), Politiker
- Lewis Addison Armistead (1817–1863), Brigade-General der konföderierten Armee
- John S. Battle (1890–1972), Politiker und Gouverneur von Virginia
- John J. Tolson (1915–1991), Generalleutnant der United States Army
- Walt Bellamy (1939–2013), Basketballspieler
- William G. Boykin (* 1948), Lieutenant General der US Army
- Linda McMahon (* 1948), Managerin und Politikerin
- Kevin Williamson (* 1965), Drehbuchautor, Filmproduzent und -regisseur
- Maddie Hasson (* 1995), Schauspielerin
- Mike Hughes (* 1997), American-Football-Spieler